# L'isola dei segreti - Korè
L'isola dei segreti - Korè è una miniserie televisiva composta da 4 episodi, prodotta e diretta da Ricky Tognazzi, trasmessa su Canale 5 a partire da martedì 12 maggio 2009. In replica su La5 dal lunedì al venerdì in cui viene mostrato metà episodio al giorno, con un totale di 8 episodi.
Questa miniserie è il riadattamento italiano di Dolmen, una fiction della televisione francese.

## Trama
Questa fiction, articolata in quattro puntate, parla del ritorno della poliziotta Maria Grimaldi da Torino alla natia Korè, isoletta sperduta nel Mediterraneo. Maria è tornata per sposarsi con il velista Cristiano, suo fidanzato già da molti anni.
Korè intanto è teatro del conflitto tra le famiglie dei D'Aquaro e dei Turrisi, casata dell'isola che ha perso l'antico potere e lotta per mantenere l'unica attività loro rimasta: una tonnara, che dà lavoro a molti abitanti di Korè.
Il giorno del suo matrimonio, Maria trova sulla scogliera il cadavere di suo fratello Guido e questo apre una catena di misteri. Contemporaneamente al ritrovamento del cadavere, una delle pietre del famigerato sito circolare di menhir di Korè comincia a sanguinare.
Così Maria, rimanda il matrimonio per indagare sul misterioso omicidio del fratello e di altre persone che stanno sconvolgendo Korè. Ad aiutarla ci saranno Peter O'Hara, un irlandese esoterista guardiano del faro dell'isola, e Vasco Brandi, il nuovo commissario di Korè inviato da Roma che cerca di dare una spiegazione razionale al sanguinamento dei menhir e alle innumerevoli leggende dell'isola.

## Set
Le riprese sono avvenute interamente in Sicilia, passando da Favignana a Trapani, fino a giungere a Siracusa di cui fanno parte il faro e tutta la zona del Dolmen.

## Ascolti
| n° | Prima TV Italia | Telespettatori | Share  |
| -- | --------------- | -------------- | ------ |
| 1  | 12 maggio 2009  | 4.486.000      | 18,52% |
| 2  | 19 maggio 2009  | 4.509.000      | 18,81% |
| 3  | 26 maggio 2009  | 4.605.000      | 20,13% |
| 4  | 27 maggio 2009  | 5.242.000      | 21,39% |